# فهرست منابع غذایی دارای ویتامین ب۶
فهرست زیر شامل مقدار ویتامین ب۶ درون منابع غذایی در گوشت و اعضای خوراکی در ردهٔ گاو، گوساله، بره، مرغ، ماکیان (به غیر از مرغ)، آبزیان و همچنین گروه‌های لبنیات و مواد غیرلبنی مشابه، تخم ماکیان، خشکبار، حبوبات، غلات، میوه، سبزی و صیفی‌جات، نان و ادویه می‌باشد. مقدار واقعی ویتامین ب۶ در مواد غذایی همانند نان که در کارخانه‌های مختلف یا مشاغل مرتبط در سراسر جهان تولید می‌شود، به دلیل پارامترهای تأثیرگذار متغیر در تولید محصول، احتمال دارد دارای مغایرت‌های قابل توجهی با مقادیر ذکر شده در جدول باشند. مقادیر موجود در جداول بر اساس زیاد به کم فهرست‌بندی شده‌است.
جداول زیر دارای داده‌های متغیر می‌باشد، بدین مفهوم که با گذر زمان ممکن است داده‌هایی به جدول گروه مواد خوراکی، اضافه شده یا حذف گردد لذا در هیچ زمانی نمی‌توان این مقاله را یک مقاله کامل شده قلمداد کرد.

## گاو

برش گوشت گاو در آمریکا

| ماده غذایی (۱۰۰ گرم)                                                                       | ویتامین ب۶ (میلی‌گرم) |
| ------------------------------------------------------------------------------------------ | -------------------- |
| جگر، پخته به روش سرخ‌شده در تابه                                                            | ۱٫۰۳                 |
| جگر، پخته به روش تفت‌آب‌پزی                                                                  | ۱٫۰۲                 |
| کمر، استیک فیله، بدون استخوان، بدون چربی قابل دید، تمام گریدها، پخته به روش کبابی گریل شده | ۰٫۷۷                 |
| کمر، استیک فیله، بدون استخوان، با چربی قابل دید، تمام گریدها، پخته به روش کبابی گریل شده   | ۰٫۶۹                 |
| تاپ سیرلوین، استیک، بدون چربی قابل دید، پخته با حرارت مستقیم                               | ۰٫۶۶                 |
| قلوه‌گاه، استیک، بدون چربی قابل دید، پخته با حرارت مستقیم                                   | ۰٫۶۲                 |
| تاپ سیرلوین، استیک، با چربی قابل دید، پخته با حرارت مستقیم                                 | ۰٫۶۱                 |
| قلوه‌گاه، استیک، با چربی قابل دید، پخته با حرارت مستقیم                                     | ۰٫۵۵                 |
| بالاران، قسمت پایین، استیک، بدون چربی قابل دید، تمام گریدها، پخته به روش تفت‌آب‌پزی          | ۰٫۴۶                 |
| بالاران، قسمت پایین، استیک، با چربی قابل دید، تمام گریدها، پخته به روش تفت‌آب‌پزی            | ۰٫۴۴                 |
| گردن، زیر کتف، بدون استخوان، با چربی قابل دید، تمام گریدها، پخته به روش کبابی گریل شده     | ۰٫۴۱                 |
| قلوه، پخته به روش آرام‌پز                                                                   | ۰٫۳۹                 |
| مغز، پخته به روش سرخ‌شده در تابه                                                            | ۰٫۳۹                 |
| بالاران، قسمت پایین، بدون چربی قابل دید، تمام گریدها، پخته به روش برشته‌پزی                 | ۰٫۳۷                 |
| قلوه‌گاه، استیک، بدون چربی قابل دید، پخته به روش تفت‌آب‌پزی                                   | ۰٫۳۶                 |
| بالاران، قسمت پایین، با چربی قابل دید، تمام گریدها، پخته به روش برشته‌پزی                   | ۰٫۳۶                 |
| قلوه‌گاه، استیک، با چربی قابل دید، پخته به روش تفت‌آب‌پزی                                     | ۰٫۳۵                 |
| چرخکرده، فرم همبرگری، ۷۰ درصد گوشت ۳۰ درصد چربی، پخته با حرارت مستقیم                      | ۰٫۳۴                 |
| سرسینه کامل، بدون چربی قابل دید، تمام گریدها، پخته به روش تفت‌آب‌پزی                         | ۰٫۲۹                 |
| دنده، دنده‌های کوتاه، بدون چربی قابل دید، پخته به روش تفت‌آب‌پزی                              | ۰٫۲۸                 |
| سرسینه کامل، با چربی قابل دید، تمام گریدها، پخته به روش تفت‌آب‌پزی                           | ۰٫۲۷                 |
| دل، پخته به روش آرام‌پز                                                                     | ۰٫۲۵                 |
| دنده، دنده‌های کوتاه، با چربی قابل دید، پخته به روش تفت‌آب‌پزی                                | ۰٫۲۲                 |
| زبان، پخته به روش آرام‌پز                                                                   | ۰٫۱۶                 |
| مغز، پخته به روش آرام‌پز                                                                    | ۰٫۱۴                 |
| جگر سفید، پخته به روش تفت‌آب‌پزی                                                             | ۰٫۰۲                 |

## گوساله
| ماده غذایی (۱۰۰ گرم)                                                                  | ویتامین ب۶ (میلی‌گرم) |
| ------------------------------------------------------------------------------------- | -------------------- |
| جگر، پخته به روش تفت‌آب‌پزی                                                             | ۰٫۹۲                 |
| جگر، پخته به روش سرخ‌شده در تابه                                                       | ۰٫۸۹                 |
| پا (بخش داخلی پای عقب)، بدون چربی قابل دید، پخته به روش سرخ شده در تابه (سوخاری نشده) | ۰٫۵۱                 |
| پا (بخش داخلی پای عقب)، با چربی قابل دید، پخته به روش سرخ شده در تابه (سوخاری نشده)   | ۰٫۴۹                 |
| چرخکرده، پخته با حرارت مستقیم                                                         | ۰٫۳۹                 |
| پا (بخش داخلی پای عقب)، با چربی قابل دید، پخته به روش سرخ شده در تابه (سوخاری نشده)   | ۰٫۴۹                 |
| چرخکرده، پخته با حرارت مستقیم                                                         | ۰٫۳۹                 |
| راسته، بدون چربی قابل دید، پخته به روش تفت‌آب‌پزی                                       | ۰٫۳۸                 |
| پا (بخش داخلی پای عقب)، بدون چربی قابل دید، پخته به روش تفت‌آب‌پزی                      | ۰٫۳۷                 |
| کمر، بدون چربی قابل دید، پخته به روش برشته‌پزی                                         | ۰٫۳۷                 |
| پا (بخش داخلی پای عقب)، با چربی قابل دید، پخته به روش تفت‌آب‌پزی                        | ۰٫۳۶                 |
| راسته، با چربی قابل دید، پخته به روش تفت‌آب‌پزی                                         | ۰٫۳۵                 |
| کمر، با چربی قابل دید، پخته به روش برشته‌پزی                                           | ۰٫۳۴                 |
| دنده، بدون چربی قابل دید، پخته به روش تفت‌آب‌پزی                                        | ۰٫۳۴                 |
| راسته، بدون چربی قابل دید، پخته به روش برشته‌پزی                                       | ۰٫۳۴                 |
| مغز، پخته به روش سرخ‌شده در تابه                                                       | ۰٫۳۳                 |
| دنده، با چربی قابل دید، پخته به روش تفت‌آب‌پزی                                          | ۰٫۳۲                 |
| راسته، با چربی قابل دید، پخته به روش برشته‌پزی                                         | ۰٫۳۲                 |
| پا (بخش داخلی پای عقب)، با چربی قابل دید، پخته به روش برشته‌پزی                        | ۰٫۳۱                 |
| پا (بخش داخلی پای عقب)، بدون چربی قابل دید، پخته به روش برشته‌پزی                      | ۰٫۳۱                 |
| شانه، بازو، بدون چربی قابل دید، پخته به روش تفت‌آب‌پزی                                  | ۰٫۳                  |
| شانه، بازو، بدون چربی قابل دید، پخته به روش برشته‌پزی                                  | ۰٫۳                  |
| سینه کامل، بدون استخوان، بدون چربی قابل دید، پخته به روش تفت‌آب‌پزی                     | ۰٫۲۹                 |
| شانه، بازو، با چربی قابل دید، پخته به روش تفت‌آب‌پزی                                    | ۰٫۲۹                 |
| شانه، بازو، با چربی قابل دید، پخته به روش برشته‌پزی                                    | ۰٫۲۹                 |
| کمر، بدون چربی قابل دید، پخته به روش تفت‌آب‌پزی                                         | ۰٫۲۸                 |
| دنده، بدون چربی قابل دید، پخته به روش برشته‌پزی                                        | ۰٫۲۷                 |
| ماهیچه (جلو و عقب)، بدون چربی قابل دید، پخته به روش تفت‌آب‌پزی                          | ۰٫۲۷                 |
| ماهیچه (جلو و عقب)، با چربی قابل دید، پخته به روش تفت‌آب‌پزی                            | ۰٫۲۷                 |
| سینه کامل، بدون استخوان، با چربی قابل دید، پخته به روش تفت‌آب‌پزی                       | ۰٫۲۶                 |
| کمر، با چربی قابل دید، پخته به روش تفت‌آب‌پزی                                           | ۰٫۲۶                 |
| شانه کامل (بازو و کتف)، با چربی قابل دید، پخته به روش برشته‌پزی                        | ۰٫۲۶                 |
| شانه کامل (بازو و کتف)، بدون چربی قابل دید، پخته به روش تفت‌آب‌پزی                      | ۰٫۲۶                 |
| شانه کامل (بازو و کتف)، بدون چربی قابل دید، پخته به روش برشته‌پزی                      | ۰٫۲۶                 |
| شانه، کتف، بدون چربی قابل دید، پخته به روش تفت‌آب‌پزی                                   | ۰٫۲۵                 |
| دنده، با چربی قابل دید، پخته به روش برشته‌پزی                                          | ۰٫۲۵                 |
| شانه کامل (بازو و کتف)، باچربی قابل دید، پخته به روش تفت‌آب‌پزی                         | ۰٫۲۵                 |
| شانه، کتف، با چربی قابل دید، پخته به روش تفت‌آب‌پزی                                     | ۰٫۲۴                 |
| شانه، کتف، با چربی قابل دید، پخته به روش برشته‌پزی                                     | ۰٫۲۴                 |
| شانه، کتف، بدون چربی قابل دید، پخته به روش برشته‌پزی                                   | ۰٫۲۴                 |
| دل، پخته به روش تفت‌آب‌پزی                                                              | ۰٫۲۱                 |
| قلوه، پخته به روش تفت‌آب‌پزی                                                            | ۰٫۱۸                 |
| مغز، پخته به روش تفت‌آب‌پزی                                                             | ۰٫۱۷                 |
| زبان، پخته به روش تفت‌آب‌پزی                                                            | ۰٫۱۵                 |
| جگر سفید، پخته به روش تفت‌آب‌پزی                                                        | ۰٫۰۶                 |

## بره

برش گوشت گوسفند در بریتانیا

| ماده غذایی (۱۰۰ گرم)                                                              | ویتامین ب۶ (میلی‌گرم) |
| --------------------------------------------------------------------------------- | -------------------- |
| جگر، سرخ‌شده در تابه                                                               | ۰٫۹۵                 |
| جگر، پخته به روش تفت‌آب‌پزی                                                         | ۰٫۴۹                 |
| دل، پخته به روش تفت‌آب‌پزی                                                          | ۰٫۳                  |
| مغز، سرخ‌شده در تابه                                                               | ۰٫۲۳                 |
| زبان، پخته به روش تفت‌آب‌پزی                                                        | ۰٫۱۷                 |
| پا کامل (ران پای جلو و راسته)، بدون چربی قابل دید، پخته به روش برشته‌پزی           | ۰٫۱۷                 |
| شانه، کتف، بدون چربی قابل دید، پخته با حرارت مستقیم                               | ۰٫۱۷                 |
| کمر، بدون چربی قابل دید، پخته با حرارت مستقیم                                     | ۰٫۱۶                 |
| کمر، بدون چربی قابل دید، پخته به روش برشته‌پزی                                     | ۰٫۱۶                 |
| شانه کامل (کتف و بازو)، بدون چربی قابل دید، پخته به روش برشته‌پزی                  | ۰٫۱۵                 |
| پا کامل (ران پای جلو و راسته)، با چربی قابل دید، پخته به روش برشته‌پزی             | ۰٫۱۵                 |
| دنده، بدون چربی قابل دید، پخته با حرارت مستقیم                                    | ۰٫۱۵                 |
| دنده، بدون چربی قابل دید، پخته به روش برشته‌پزی                                    | ۰٫۱۵                 |
| شانه، کتف، با چربی قابل دید، پخته با حرارت مستقیم                                 | ۰٫۱۵                 |
| شانه، کتف، بدون چربی قابل دید، پخته به روش برشته‌پزی                               | ۰٫۱۵                 |
| شانه کامل (بازو و کتف)، بدون چربی قابل دید، پخته با حرارت مستقیم                  | ۰٫۱۴                 |
| شانه، بازو، بدون چربی قابل دید، پخته با حرارت مستقیم                              | ۰٫۱۴                 |
| شانه، بازو، بدون چربی قابل دید، پخته به روش برشته‌پزی                              | ۰٫۱۴                 |
| تکه مکعبی برای خورش یا کباب (پا و شانه)، بدون چربی قابل دید، پخته با حرارت مستقیم | ۰٫۱۴                 |
| چرخکرده، پخته با حرارت مستقیم                                                     | ۰٫۱۴                 |
| شانه کامل (کتف و بازو)، با چربی قابل دید، پخته به روش برشته‌پزی                    | ۰٫۱۳                 |
| کمر، با چربی قابل دید، پخته با حرارت مستقیم                                       | ۰٫۱۳                 |
| شانه، بازو، بدون چربی قابل دید، پخته به روش تفت‌آب‌پزی                              | ۰٫۱۳                 |
| شانه، بازو، با چربی قابل دید، پخته با حرارت مستقیم                                | ۰٫۱۲                 |
| شانه کامل، بدون چربی قابل دید، پخته به روش تفت‌آب‌پزی                               | ۰٫۱۲                 |
| شانه کامل، با چربی قابل دید، پخته با حرارت مستقیم                                 | ۰٫۱۲                 |
| شانه، بازو، با چربی قابل دید، پخته به روش برشته‌پزی                                | ۰٫۱۲                 |
| شانه، کتف، بدون چربی قابل دید، پخته به روش تفت‌آب‌پزی                               | ۰٫۱۲                 |
| تکه مکعبی برای خورش یا کباب (پا و شانه)، بدون چربی قابل دید، پخته به روش تفت‌آب‌پزی | ۰٫۱۲                 |
| قلوه، پخته به روش تفت‌آب‌پزی                                                        | ۰٫۱۲                 |
| کمر، با چربی قابل دید، پخته به روش برشته‌پزی                                       | ۰٫۱۱                 |
| دنده، با چربی قابل دید، پخته با حرارت مستقیم                                      | ۰٫۱۱                 |
| دنده، با چربی قابل دید، پخته به روش برشته‌پزی                                      | ۰٫۱۱                 |
| ران پای جلو، بدون چربی قابل دید، پخته به روش تفت‌آب‌پزی                             | ۰٫۱۱                 |
| شانه، بازو، با چربی قابل دید، پخته به روش تفت‌آب‌پزی                                | ۰٫۱۱                 |
| شانه، کتف، با چربی قابل دید، پخته به روش تفت‌آب‌پزی                                 | ۰٫۱۱                 |
| شانه، کتف، با چربی قابل دید، پخته به روش برشته‌پزی                                 | ۰٫۱۱                 |
| مغز، پخته به روش تفت‌آب‌پزی                                                         | ۰٫۱۱                 |
| شانه کامل، با چربی قابل دید، پخته به روش تفت‌آب‌پزی                                 | ۰٫۱                  |
| ران پای جلو، با چربی قابل دید، پخته به روش تفت‌آب‌پزی                               | ۰٫۱                  |
| جگر سفید، پخته به روش تفت‌آب‌پزی                                                    | ۰٫۰۶                 |

## مرغ

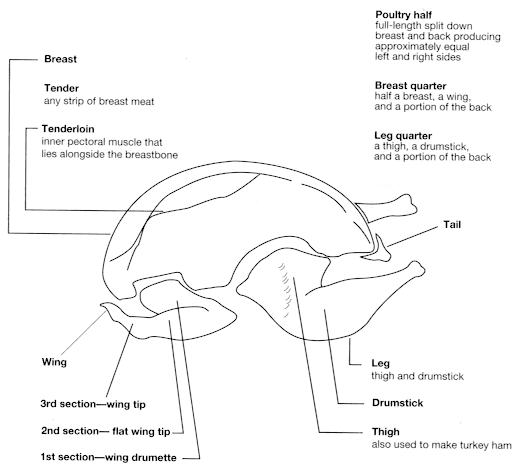
تقسیم‌بندی برش گوشت ماکیان طبق شیوه وزارت کشاورزی ایالات متحده آمریکا

| ماده غذایی (۱۰۰ گرم)                                                                  | ویتامین ب۶ (میلی‌گرم) |
| ------------------------------------------------------------------------------------- | -------------------- |
| جگر، آرام‌پز                                                                           | ۰٫۷۶                 |
| سینه، فقط گوشت، جوجه گوشتی یا مرغ جوان مناسب سرخ کردن، پخته، سرخ‌شده                   | ۰٫۶۴                 |
| سینه، فقط گوشت، جوجه گوشتی یا مرغ جوان مناسب سرخ کردن، پخته به روش برشته‌پزی           | ۰٫۶                  |
| بال، فقط گوشت، جوجه گوشتی یا مرغ جوان مناسب سرخ کردن، پخته، سرخ شده                   | ۰٫۵۹                 |
| بال، فقط گوشت، جوجه گوشتی یا مرغ جوان مناسب سرخ کردن، پخته به روش برشته‌پزی            | ۰٫۵۹                 |
| سینه با پوست، جوجه گوشتی یا مرغ جوان مناسب سرخ کردن، پخته، سرخ شده با روکش آرد        | ۰٫۵۸                 |
| بال با پوست، جوجه گوشتی یا مرغ جوان مناسب سرخ کردن، پخته به روش برشته‌پزی              | ۰٫۵۶                 |
| مغز ران، فقط گوشت، جوجه گوشتی یا مرغ جوان مناسب سرخ کردن، پخته به روش برشته‌پزی        | ۰٫۴۶                 |
| سینه با پوست، جوجه گوشتی یا مرغ جوان مناسب سرخ کردن، پخته، سرخ شده با روکش خمیرابه    | ۰٫۴۳                 |
| ران کامل، فقط گوشت، جوجه گوشتی یا مرغ جوان مناسب سرخ کردن، پخته به روش برشته‌پزی       | ۰٫۴۳                 |
| مغز ران با پوست، جوجه گوشتی یا مرغ جوان مناسب سرخ کردن، پخته به روش برشته‌پزی          | ۰٫۴۱                 |
| ران کامل با پوست، جوجه گوشتی یا مرغ جوان مناسب سرخ کردن، پخته به روش برشته‌پزی         | ۰٫۴۱                 |
| بال با پوست، جوجه گوشتی یا مرغ جوان مناسب سرخ کردن، پخته، سرخ شده با روکش آرد         | ۰٫۴۱                 |
| ران کامل، فقط گوشت، جوجه گوشتی یا مرغ جوان مناسب سرخ کردن، پخته، سرخ شده              | ۰٫۳۹                 |
| ساق ران با پوست، جوجه گوشتی یا مرغ جوان مناسب سرخ کردن، پخته به روش برشته‌پزی          | ۰٫۳۸                 |
| مغز ران، فقط گوشت، جوجه گوشتی یا مرغ جوان مناسب سرخ کردن، پخته، سرخ شده               | ۰٫۳۸                 |
| ساق ران با پوست، جوجه گوشتی یا مرغ جوان مناسب سرخ کردن، پخته، سرخ شده با روکش آرد     | ۰٫۳۵                 |
| ران کامل با پوست، جوجه گوشتی یا مرغ جوان مناسب سرخ کردن، پخته، سرخ شده با روکش آرد    | ۰٫۳۴                 |
| سینه، فقط گوشت، جوجه گوشتی یا مرغ جوان مناسب سرخ کردن، پخته به روش خورش               | ۰٫۳۳                 |
| مغز ران با پوست، جوجه گوشتی یا مرغ جوان مناسب سرخ کردن، پخته، سرخ شده با روکش آرد     | ۰٫۳۳                 |
| دل، آرام‌پز                                                                            | ۰٫۳۲                 |
| سینه، فقط گوشت، جوجه گوشتی، پخته به روش باربیکیو با جوجه‌گردان                         | ۰٫۳۱                 |
| بال با پوست، جوجه گوشتی یا مرغ جوان مناسب سرخ کردن، پخته، سرخ شده با روکش خمیرابه     | ۰٫۳                  |
| سینه با پوست، جوجه گوشتی یا مرغ جوان مناسب سرخ کردن، پخته به روش خورش                 | ۰٫۲۹                 |
| ساق ران با پوست، جوجه گوشتی یا مرغ جوان مناسب سرخ کردن، پخته، سرخ شده با روکش خمیرابه | ۰٫۲۷                 |
| مغز ران با پوست، جوجه گوشتی یا مرغ جوان مناسب سرخ کردن، پخته، سرخ شده با روکش خمیرابه | ۰٫۲۶                 |
| بال با پوست، جوجه گوشتی یا مرغ جوان مناسب سرخ کردن، پخته به روش خورش                  | ۰٫۲۲                 |
| ران کامل، فقط گوشت، جوجه گوشتی یا مرغ جوان مناسب سرخ کردن، پخته به روش خورش           | ۰٫۲۱                 |
| مغز ران، فقط گوشت، جوجه گوشتی یا مرغ جوان مناسب سرخ کردن، پخته به روش خورش            | ۰٫۲۱                 |
| ساق ران با پوست، جوجه گوشتی یا مرغ جوان مناسب سرخ کردن، پخته به روش خورش              | ۰٫۱۹                 |
| ران کامل با پوست، جوجه گوشتی یا مرغ جوان مناسب سرخ کردن، پخته به روش خورش             | ۰٫۱۸                 |
| مغز ران با پوست، جوجه گوشتی یا مرغ جوان مناسب سرخ کردن، پخته به روش خورش              | ۰٫۱۷                 |
| سنگدان، آرام‌پز                                                                        | ۰٫۰۷                 |

## ماکیان (به غیر از مرغ)
| ماده غذایی (۱۰۰ گرم)                             | ویتامین ب۶ (میلی‌گرم) |
| ------------------------------------------------ | -------------------- |
| بوقلمون، جگر، پخته به روش آرام‌پز                 | ۰٫۸۸                 |
| بوقلمون، گوشت سفید، پخته به روش برشته‌پزی         | ۰٫۸۱                 |
| قرقاول، پخته                                     | ۰٫۷۵                 |
| بوقلمون، چرخ‌کرده، پخته                           | ۰٫۶۳                 |
| بلدرچین                                          | ۰٫۶۲                 |
| بوقلمون، دل، پخته به روش آرام‌پز                  | ۰٫۶۱                 |
| شترمرغ، قسمت استریپ (strip) داخلی، پخته          | ۰٫۵۶                 |
| شترمرغ، قسمت داخلی پا، پخته                      | ۰٫۵۶                 |
| شترمرغ، قسمت صدفی، پخته                          | ۰٫۵۵                 |
| شترمرغ، قسمت استریپ بیرونی، پخته                 | ۰٫۵۵                 |
| شترمرغ، قسمت تیپ (tip) با حذف چربی‌ها، پخته       | ۰٫۵۵                 |
| شترمرغ، قسمت تاپ لوین، پخته                      | ۰٫۵۴                 |
| بوقلمون، سینه، گوشت و پوست، پخته به روش برشته‌پزی | ۰٫۴۸                 |
| غاز اهلی، گوشت، پخته به روش برشته‌پزی             | ۰٫۴۷                 |
| بوقلمون، بال، گوشت و پوست، پخته به روش برشته‌پزی  | ۰٫۴۲                 |
| غاز اهلی، گوشت و پوست، پخته به روش برشته‌پزی      | ۰٫۳۷                 |
| بوقلمون، پا، گوشت و پوست، پخته به روش برشته‌پزی   | ۰٫۳۳                 |
| مرغابی اهلی، گوشت، پخته به روش برشته‌پزی          | ۰٫۲۵                 |
| مرغابی اهلی، گوشت و پوست، پخته به روش برشته‌پزی   | ۰٫۱۸                 |
| بوقلمون، سنگدان، پخته به روش آرام‌پز              | ۰٫۱۸                 |

## آبزیان
| ماده غذایی (۱۰۰ گرم)                                    | ویتامین ب۶ (میلی‌گرم) |
| ------------------------------------------------------- | -------------------- |
| تن زرد باله، پخته تحت حرارت خشک                         | ۱٫۰۴                 |
| هوور مسقطی، پخته تحت حرارت خشک                          | ۰٫۹۸                 |
| سالمون آتلانتیک، وحشی (غیر پرورشی)، پخته تحت حرارت خشک  | ۰٫۹۴                 |
| سالمون صورتی، پخته تحت حرارت خشک                        | ۰٫۷                  |
| سالمون آتلانتیک، پرورشی، پخته تحت حرارت خشک             | ۰٫۶۵                 |
| لوزی‌ماهی اطلس، پخته تحت حرارت خشک                       | ۰٫۶۳                 |
| شمشیرماهی، پخته تحت حرارت خشک                           | ۰٫۶۲                 |
| سالمون کوهو وحشی (غیر پرورشی)، پخته تحت حرارت خشک       | ۰٫۵۷                 |
| سالمون کوهو پرورشی، پخته تحت حرارت خشک                  | ۰٫۵۷                 |
| سالمون کوهو، وحشی (غیر پرورشی)، پخته تحت حرارت مرطوب    | ۰٫۵۶                 |
| تن باله آبی، پخته تحت حرارت خشک                         | ۰٫۵۳                 |
| کفال راه‌راه (کفال خاکستری)، پخته تحت حرارت خشک          | ۰٫۴۹                 |
| سالمون جویبار، پخته تحت حرارت خشک                       | ۰٫۴۶                 |
| ماهی خال‌خالی، پخته تحت حرارت خشک                        | ۰٫۴۶                 |
| سرخو، با ادویه مخلوط شده، پخته تحت حرارت خشک            | ۰٫۴۶                 |
| تن، سفید، کنسرو شده در روغن                             | ۰٫۴۳                 |
| قزل‌آلای رنگین‌کمان پرورشی، پخته تحت حرارت خشک            | ۰٫۳۹                 |
| هامور، پخته تحت حرارت خشک، با ادویه مخلوط شده           | ۰٫۳۵                 |
| شاه‌ماهی اطلسی، پخته تحت حرارت خشک                       | ۰٫۳۵                 |
| قزل‌آلای رنگین‌کمان وحشی (غیر پرورشی)، پخته تحت حرارت خشک | ۰٫۳۵                 |
| خارماهی نواری، پخته تحت حرارت خشک                       | ۰٫۳۵                 |
| شبدیزماهی، پخته تحت حرارت خشک                           | ۰٫۳۵                 |
| خوش‌گوشت، پخته تحت حرارت خشک                             | ۰٫۳۵                 |
| ذغال ماهی آتلانتیک، پخته تحت حرارت خشک                  | ۰٫۳۳                 |
| روغن‌ماهی کوچک، پخته تحت حرارت خشک                       | ۰٫۳۳                 |
| خاویار، سیاه و قرمز، دانه‌دانه                           | ۰٫۳۲                 |
| کاشی‌ماهی، پخته تحت حرارت خشک                            | ۰٫۳                  |
| کاد آتلانتیک، پخته تحت حرارت خشک                        | ۰٫۲۸                 |
| شوریده اطلسی، سرخ شده با لایه آرد                       | ۰٫۲۶                 |
| میگو، پخته تحت حرارت مرطوب، با ادویه مخلوط شده          | ۰٫۲۴                 |
| خاویاری، پخته تحت حرارت خشک، با ادویه مخلوط شده         | ۰٫۲۳                 |
| کپور، پخته تحت حرارت خشک                                | ۰٫۲۲                 |
| خرچنگ آلاسکا کینگ (Alaska king)، پخته تحت حرارت مرطوب   | ۰٫۱۸                 |
| خرچنگ دانجنس، پخته تحت حرارت مرطوب                      | ۰٫۱۷                 |
| خرچنگ کوئین (queen)، پخته تحت حرارت مرطوب               | ۰٫۱۷                 |
| سیمین‌ماهی رنگین‌کمان، پخته تحت حرارت خشک                 | ۰٫۱۷                 |
| ساردین آتلانتیک، کنسرو در روغن، بااستخوان               | ۰٫۱۷                 |
| اردک‌ماهی شمالی، پخته تحت حرارت خشک                      | ۰٫۱۴                 |
| تیلاپیا، پخته تحت حرارت خشک                             | ۰٫۱۲                 |
| لابستر شمالی، پخته تحت حرارت مرطوب                      | ۰٫۱۲                 |
| کفشک‌ماهی (گونه‌های کفشک و ماهی حلوا)، پخته تحت حرارت خشک | ۰٫۱۲                 |
| صدف دوکفه‌ای، پخته تحت حرارت مرطوب، با ادویه مخلوط شده   | ۰٫۱۱                 |
| تن نوع لایت، کنسرو شده در روغن                          | ۰٫۱۱                 |
| صدف چروک شرقی، پرورشی، پخته تحت حرارت خشک               | ۰٫۰۸                 |
| صدف چروک شرقی، وحشی (غیر پرورشی)، پخته تحت حرارت مرطوب  | ۰٫۰۶                 |
| صدف چروک شرقی، وحشی (غیر پرورشی)، پخته تحت حرارت خشک    | ۰٫۰۵                 |

## لبنیات و مواد غیرلبنی مشابه
| ماده غذایی (۱۰۰ گرم)                                                   | ویتامین ب۶ (میلی‌گرم) |
| ---------------------------------------------------------------------- | -------------------- |
| آب‌پنیر ترش، خشک شده                                                    | ۰٫۶۲                 |
| آب‌پنیر شیرین، خشک شده                                                  | ۰٫۵۸                 |
| پنیر آمریکایی بی‌چرب                                                    | ۰٫۵۷                 |
| کره تخمه آفتابگردان، دارای نمک                                         | ۰٫۵۵                 |
| کره بادام زمینی، نوع نرم، دارای نمک                                    | ۰٫۴۴                 |
| کره بادام زمینی، دارای تکه‌های خرد شده ریز، دارای نمک                   | ۰٫۴۲                 |
| شیر بدون چربی، خشک (پودر)، معمولی، بدون افرودنی ویتامین آ و دی         | ۰٫۳۶                 |
| شیر بدون چربی، خشک (پودر)، فوری (instant)، بدون افرودنی ویتامین آ و دی | ۰٫۳۵                 |
| شیر کامل، خشک (پودر)، بدون افرودنی ویتامین دی                          | ۰٫۳                  |
| شیر کامل، خشک (پودر)، غنی شده با ویتامین دی                            | ۰٫۳                  |
| پنیر کامامبر                                                           | ۰٫۲۳                 |
| بلوچیز                                                                 | ۰٫۱۷                 |
| پنیر پارمسان کم سدیم                                                   | ۰٫۱                  |
| پنیر ریکوتا، تهیه شده با شیر کامل                                      | ۰٫۱                  |
| کره بادام، ساده، دارای نمک                                             | ۰٫۱                  |
| پنیر پارمسان سفت                                                       | ۰٫۰۹                 |
| پنیر رومانو                                                            | ۰٫۰۹                 |
| پنیر پارمسان رنده شده                                                  | ۰٫۰۸                 |
| پنیر آمریکایی پاستوریزه کم‌چرب                                          | ۰٫۰۸                 |
| پنیر سوئیسی کم چرب                                                     | ۰٫۰۸                 |
| پنیر سوئیسی کم سدیم                                                    | ۰٫۰۸                 |
| پنیر موتزارلا، بدون چربی                                               | ۰٫۰۸                 |
| پنیر گودا                                                              | ۰٫۰۸                 |
| پنیر ادامر                                                             | ۰٫۰۸                 |
| شیر کاکائو سویا، بدون مواد افزودنی                                     | ۰٫۰۸                 |
| شیر سویا، اورجینال و وانیلی، بدون مواد افزودنی                         | ۰٫۰۸                 |
| پنیر زیره                                                              | ۰٫۰۷                 |
| پنیر سوئیسی                                                            | ۰٫۰۷                 |
| پنیر کوتاژ کم‌چرب، یک درصد چربی                                         | ۰٫۰۷                 |
| پنیر چدار                                                              | ۰٫۰۷                 |
| پنیر کوتاژ کم‌چرب، دو درصد چربی                                         | ۰٫۰۶                 |
| پنیر خامه‌ای                                                            | ۰٫۰۶                 |
| شیر گوسفند                                                             | ۰٫۰۶                 |
| بستنی شکلاتی                                                           | ۰٫۰۶                 |
| ماست یونانی تهیه شده از شیر کامل                                       | ۰٫۰۶                 |
| ماست یونانی بدون چربی                                                  | ۰٫۰۶                 |
| کفیر ساده کم چرب، برند لایف‌وی (LIFEWAY)                                | ۰٫۰۶                 |
| ماست یونانی کم چرب                                                     | ۰٫۰۶                 |
| پنیر آمریکایی پاستوریزه بدون ویتامین دی افزودنی                        | ۰٫۰۵                 |
| پنیر کوتاژ خامه‌ای                                                      | ۰٫۰۵                 |
| شیرکاکائو کم چربی، غنی شده با ویتامین آ و دی                           | ۰٫۰۵                 |
| شیر بز، غنی شده با ویتامین دی                                          | ۰٫۰۵                 |
| ماست ساده بدون چربی                                                    | ۰٫۰۵                 |
| ماست ساده کم‌چرب                                                        | ۰٫۰۵                 |
| خامه نارگیل (مایع چلانده شده از گوشت رنده شده نارگیل)                  | ۰٫۰۵                 |
| بستنی توت‌فرنگی                                                         | ۰٫۰۵                 |
| بستنی وانیلی                                                           | ۰٫۰۵                 |
| پنیر موتزارلا تهیه شده با شیر کامل                                     | ۰٫۰۴                 |
| شیر کاکائو از شیر کامل، کارخانه‌ای، غنی شده با ویتامین آ و دی           | ۰٫۰۴                 |
| شیر، نوشیدنی شکلات، کاکائو داغ، خانگی                                  | ۰٫۰۴                 |
| شیر بدون چربی                                                          | ۰٫۰۴                 |
| شیر بدون چربی، غنی شده با ویتامین آ و دی                               | ۰٫۰۴                 |
| شیر یک درصد چربی                                                       | ۰٫۰۴                 |
| شیر یک درصد چربی، غنی شده با ویتامین آ و دی                            | ۰٫۰۴                 |
| شیر دو درصد چربی                                                       | ۰٫۰۴                 |
| شیر دو درصد چربی، غنی شده با ویتامین آ و دی                            | ۰٫۰۴                 |
| شیر با چربی کامل (۳/۲ درصد چربی)                                       | ۰٫۰۴                 |
| شیر با چربی کامل (۳/۲ درصد چربی)، غنی شده با ویتامین دی                | ۰٫۰۴                 |
| خامه ترش، پرورشی                                                       | ۰٫۰۴                 |
| شیر کم سدیم                                                            | ۰٫۰۳                 |
| شیر نارگیل طبیعی (شیر چلانده شده از مایع و گوشت رنده شده نارگیل)       | ۰٫۰۳                 |
| ماست ساده، تهیه شده از شیر کامل                                        | ۰٫۰۳                 |
| شیر کاکائو کم‌چرب، کارخانه‌ای، غنی شده با ویتامین آ و دی                 | ۰٫۰۲                 |
| شیر کاکائو بدون چربی، غنی شده با ویتامین آ و دی                        | ۰٫۰۲                 |
| شیر گاومیش هندی                                                        | ۰٫۰۲                 |
| خامه ترش، لایت                                                         | ۰٫۰۲                 |
| شیر انسان                                                              | ۰٫۰۱                 |
| کره دارای نمک                                                          | ۰                    |
| کره بی نمک                                                             | ۰                    |
| مایه جایگزین خامه، لایت                                                | ۰                    |
| پودر جایگزین خامه                                                      | ۰                    |

## تخم ماکیان
| ماده غذایی (۱۰۰ گرم)                  | ویتامین ب۶ (میلی‌گرم) |
| ------------------------------------- | -------------------- |
| زرده تخم‌مرغ، خشک شده                  | ۰٫۷۴                 |
| تخم‌مرغ کامل، خشک شده                  | ۰٫۵                  |
| زرده تخم مرغ، خام                     | ۰٫۳۵                 |
| تخم اردک، خام                         | ۰٫۲۵                 |
| تخم غاز، خام                          | ۰٫۲۴                 |
| تخم‌مرغ کامل، سرخ‌شده                   | ۰٫۱۸                 |
| تخم‌مرغ کامل، خام                      | ۰٫۱۷                 |
| تخم بلدرچین، خام                      | ۰٫۱۵                 |
| تخم‌مرغ کامل، پخته به روش تنگاب‌پز      | ۰٫۱۴                 |
| پودر جانشین تخم‌مرغ                    | ۰٫۱۴                 |
| تخم‌مرغ کامل، پخته به روش املت         | ۰٫۱۴                 |
| تخم‌مرغ کامل، پخته به روش تخم‌مرغ هم‌زده | ۰٫۱۳                 |
| تخم بوقلمون، خام                      | ۰٫۱۳                 |
| تخم‌مرغ کامل، آب‌پز سفت (Hard Boiled)   | ۰٫۱۲                 |
| سفیده تخم‌مرغ، خشک شده                 | ۰٫۰۴                 |
| سفیده تخم‌مرغ، خام                     | ۰٫۰۱                 |

## خشکبار
| ماده غذایی (۱۰۰ گرم)                      | ویتامین ب۶ (میلی‌گرم) |
| ----------------------------------------- | -------------------- |
| پسته خام                                  | ۱٫۷                  |
| تخمه آفتاب‌گردان، مغز، خشک‌شده              | ۱٫۳۵                 |
| پسته، برشته‌شده به روش خشک                 | ۱٫۱۲                 |
| تخمه آفتاب‌گردان، مغز، برشته‌شده به روش خشک | ۰٫۸                  |
| دانه کنجد کامل، برشته‌شده                  | ۰٫۸                  |
| تخمه آفتاب‌گردان، مغز، برشته‌شده با روغن    | ۰٫۷۹                 |
| دانه کنجد کامل، خشک‌شده                    | ۰٫۷۹                 |
| فندق، برشته‌شده به روش خشک                 | ۰٫۶۲                 |
| گردو سیاه، خشک‌شده                         | ۰٫۵۸                 |
| فندق                                      | ۰٫۵۶                 |
| گردو                                      | ۰٫۵۴                 |
| شاه‌بلوط اروپایی، برشته‌شده                 | ۰٫۵                  |
| تخم کتان                                  | ۰٫۴۷                 |
| بادام زمینی، برشته‌شده به روش خشک          | ۰٫۴۷                 |
| بادام زمینی، برشته‌شده با روغن             | ۰٫۴۶                 |
| بادام هندی خام                            | ۰٫۴۲                 |
| شاه‌بلوط اروپایی، خام، بی‌پوست              | ۰٫۳۵                 |
| بادام زمینی                               | ۰٫۳۵                 |
| بادام هندی، برشته‌شده با روغن              | ۰٫۳۲                 |
| کشمش طلایی رنگ، بی‌دانه                    | ۰٫۳۲                 |
| بادام هندی، برشته‌شده به روش خشک           | ۰٫۲۶                 |
| آلو بخارا، نپخته                          | ۰٫۲۱                 |
| کشمش سیاه بی‌دانه                          | ۰٫۱۷                 |
| بادام زمینی، پخته به روش آب‌پز             | ۰٫۱۵                 |
| تخم‌کدو، مغز، خشک‌شده                       | ۰٫۱۴                 |
| بادام                                     | ۰٫۱۴                 |
| بادام، برشته‌شده به روش خشک                | ۰٫۱۴                 |
| بادام، برشته‌شده با روغن                   | ۰٫۱۲                 |
| انجیر خشک‌شده                              | ۰٫۱۱                 |
| تخم‌کدو نمکی، مغز، برشته‌شده                | ۰٫۱                  |
| دانه کاج خشک‌شده                           | ۰٫۰۹                 |
| تخم هندوانه، مغز، خشک‌شده                  | ۰٫۰۹                 |
| تخم کدو کامل، برشته‌شده                    | ۰٫۰۴                 |

## حبوبات
| ماده غذایی (۱۰۰ گرم)                  | ویتامین ب۶ (میلی‌گرم) |
| ------------------------------------- | -------------------- |
| سویا، خام                             | ۰٫۳۸                 |
| سویا پخته، آب‌پز، بی نمک               | ۰٫۲۳                 |
| لوبیا چیتی پخته، آب‌پز                 | ۰٫۲۳                 |
| سویا، تفت داده شده به صورت خشک        | ۰٫۲۳                 |
| سویا، تفت داده شده، فاقد نمک افزودنی  | ۰٫۲۱                 |
| عدس پخته، آب‌پز                        | ۰٫۱۸                 |
| نخود پخته، آب‌پز                       | ۰٫۱۴                 |
| لوبیا سفید ریز (Navy bean) پخته، آب‌پز | ۰٫۱۴                 |
| لوبیا سفید کوچک پخته، آب‌پز            | ۰٫۱۳                 |
| لوبیا قرمز پخته، آب‌پز                 | ۰٫۱۲                 |
| لوبیا چشم‌بلبلی پخته، آب‌پز             | ۰٫۱                  |
| لوبیا سفید پخته، آب‌پز                 | ۰٫۰۹                 |
| لوبیا سیاه لاک‌پشتی پخته، آب‌پز         | ۰٫۰۸                 |
| لوبیا سیاه پخته، آب‌پز                 | ۰٫۰۷                 |
| ماش پخته، آب‌پز                        | ۰٫۰۷                 |
| لپه پخته، آب‌پز                        | ۰٫۰۵                 |

## غلات و مواد غذایی مرتبط
| ماده غذایی (۱۰۰ گرم)                       | ویتامین ب۶ (میلی‌گرم) |
| ------------------------------------------ | -------------------- |
| سبوس برنج، خام                             | ۴٫۰۷                 |
| سبوس گندم، خام                             | ۱٫۳                  |
| گیاهک گندم (آرد جوانه گندم)، خام           | ۱٫۳                  |
| آرد سویا، کم‌چرب                            | ۱٫۰۵                 |
| آرد سیب‌زمینی                               | ۰٫۷۷                 |
| آرد برنج قهوه‌ای                            | ۰٫۷۴                 |
| آرد مالت جو                                | ۰٫۶۶                 |
| آرد سویا، فاقد چربی                        | ۰٫۵۷                 |
| آرد نخودچی                                 | ۰٫۴۹                 |
| آرد سویا، پرچرب                            | ۰٫۴۶                 |
| آرد برنج سفید                              | ۰٫۴۴                 |
| گندم دوروم                                 | ۰٫۴۲                 |
| آرد گندم از دانه کامل                      | ۰٫۴۱                 |
| آرد جو                                     | ۰٫۴                  |
| آرد ذرت سفید تهیه شده از دانه کامل ذرت     | ۰٫۳۷                 |
| آرد ذرت زرد تهیه شده از دانه کامل ذرت      | ۰٫۳۷                 |
| جو پوست کنده                               | ۰٫۳۲                 |
| سبوس جو دوسر                               | ۰٫۱۷                 |
| آرد کنجد، پرچرب                            | ۰٫۱۵                 |
| برنج قهوه‌ای دانه متوسط، پخته               | ۰٫۱۵                 |
| آرد کنجد، کم چرب                           | ۰٫۱۴                 |
| آرد جو دوسر                                | ۰٫۱۳                 |
| برنج قهوه‌ای دانه بلند، پخته                | ۰٫۱۲                 |
| جو دوسر                                    | ۰٫۱۲                 |
| برنج سفید دانه بلند معمولی، غنی نشده، پخته | ۰٫۰۹                 |
| برنج سفید دانه بلند معمولی، غنی شده، پخته  | ۰٫۰۹                 |
| بلغور، پخته                                | ۰٫۰۸                 |
| برنج سفید دانه کوتاه، غنی نشده، پخته       | ۰٫۰۶                 |
| برنج سفید دانه کوتاه، غنی شده، پخته        | ۰٫۰۶                 |
| برنج سفید دانه متوسط، غنی نشده، پخته       | ۰٫۰۵                 |
| برنج سفید دانه متوسط، غنی شده، پخته        | ۰٫۰۵                 |
| پاستای غنی شده، پخته بدون نمک افزودنی      | ۰٫۰۵                 |
| سبوس جو دوسر، پخته                         | ۰٫۰۳                 |
| ماکارونی سبزیجات غنی شده، پخته             | ۰٫۰۲                 |
| نودل برنج، پخته                            | ۰٫۰۱                 |

## میوه
| ماده غذایی (۱۰۰ گرم)                                         | ویتامین ب۶ (میلی‌گرم) |
| ------------------------------------------------------------ | -------------------- |
| موز                                                          | ۰٫۳۷                 |
| دوریان                                                       | ۰٫۳۲                 |
| نارگیل، قسمت گوشتی، خشکشده                                   | ۰٫۳                  |
| آووکادو                                                      | ۰٫۲۶                 |
| انبه                                                         | ۰٫۱۲                 |
| انجیر                                                        | ۰٫۱۱                 |
| آناناس                                                       | ۰٫۱۱                 |
| خرمالوی ژاپنی                                                | ۰٫۱                  |
| ازگیل ژاپنی                                                  | ۰٫۱                  |
| سرخالو                                                       | ۰٫۱                  |
| طالبی                                                        | ۰٫۰۹                 |
| انگور قرمز یا سبز، (نوع اروپایی همانند انگور بیدانه تامپسون) | ۰٫۰۹                 |
| عناب                                                         | ۰٫۰۸                 |
| لیموترش بدون پوست                                            | ۰٫۰۸                 |
| نارنگی                                                       | ۰٫۰۸                 |
| انار                                                         | ۰٫۰۸                 |
| گرمک                                                         | ۰٫۰۷                 |
| انگورفرنگی سیاه                                              | ۰٫۰۷                 |
| تمر هندی                                                     | ۰٫۰۷                 |
| کیوی سبز                                                     | ۰٫۰۶                 |
| پرتقال                                                       | ۰٫۰۶                 |
| کرنبری                                                       | ۰٫۰۶                 |
| تمشک                                                         | ۰٫۰۶                 |
| زردآلو                                                       | ۰٫۰۵                 |
| نارگیل، قسمت گوشتی                                           | ۰٫۰۵                 |
| گریپ‌فروت صورتی و قرمز                                        | ۰٫۰۵                 |
| بلوبری                                                       | ۰٫۰۵                 |
| خیار بی‌پوست                                                  | ۰٫۰۵                 |
| توت                                                          | ۰٫۰۵                 |
| گیلاس شیرین                                                  | ۰٫۰۵                 |
| توت‌فرنگی                                                     | ۰٫۰۵                 |
| هندوانه                                                      | ۰٫۰۵                 |
| آلبالو                                                       | ۰٫۰۴                 |
| گریپ‌فروت، سفید                                               | ۰٫۰۴                 |
| لیموی شیراز                                                  | ۰٫۰۴                 |
| سیب باپوست                                                   | ۰٫۰۴                 |
| به                                                           | ۰٫۰۴                 |
| خیار با پوست                                                 | ۰٫۰۴                 |
| پاپایا                                                       | ۰٫۰۴                 |
| سیب بی‌پوست                                                   | ۰٫۰۴                 |
| کام‌کوات                                                      | ۰٫۰۴                 |
| دارابی                                                       | ۰٫۰۴                 |
| تمشک سیاه                                                    | ۰٫۰۳                 |
| آلو                                                          | ۰٫۰۳                 |
| گلابی                                                        | ۰٫۰۳                 |
| شلیل                                                         | ۰٫۰۳                 |
| هلو زرد                                                      | ۰٫۰۳                 |
| گلابی آسیایی                                                 | ۰٫۰۲                 |
| زیتون کنسروی (اندازه زیتون کوچک تا خیلی بزرگ)                | ۰٫۰۱                 |

## سبزی و صیفی جات
| ماده غذایی (۱۰۰ گرم)                                      | ویتامین ب۶ (میلی‌گرم) |
| --------------------------------------------------------- | -------------------- |
| سیر خام                                                   | ۱٫۲۴                 |
| دانه ذرت زرد                                              | ۰٫۶۲                 |
| فلفل خیلی تند قرمز خام                                    | ۰٫۵۱                 |
| برگ مو                                                    | ۰٫۴                  |
| فلفل دلمه‌ای قرمز، تفت داده شده                            | ۰٫۳۶                 |
| سیب‌زمینی، پوست قهوه‌ای (Russet)، پخته به روش تنوری با پوست | ۰٫۳۵                 |
| شالت خام                                                  | ۰٫۳۵                 |
| رزماری تازه، برگ                                          | ۰٫۳۴                 |
| سیب‌زمینی بدون پوست، پخته شده توسط مایکروویو با پوست       | ۰٫۳۲                 |
| سیب‌زمینی بدون پوست، پخته به روش تنوری                     | ۰٫۳                  |
| سیب‌زمینی بدون پوست، پخته به روش آب‌پز با پوست              | ۰٫۳                  |
| قارچ شیتاکه خام                                           | ۰٫۲۹                 |
| فلفل دلمه‌ای قرمز خام                                      | ۰٫۲۹                 |
| سیب‌زمینی شیرین بدون پوست، پخته به روش تنوری با پوست       | ۰٫۲۹                 |
| فلفل خیلی تند سبز خام                                     | ۰٫۲۸                 |
| سیب‌زمینی بدون پوست، پخته به روش آب‌پز با پوست              | ۰٫۲۷                 |
| جوانه نخود فرنگی، خام                                     | ۰٫۲۷                 |
| برگ شلغم (Turnip greens) خام                              | ۰٫۲۶                 |
| شاهی خام                                                  | ۰٫۲۵                 |
| اسفناج پخته به روش آب‌پز                                   | ۰٫۲۴                 |
| تره‌فرنگی، خام                                             | ۰٫۲۳                 |
| فلفل دلمه‌ای سبز، پخته به روش آب‌پز                         | ۰٫۲۳                 |
| سیب‌زمینی هندی، پخته به روش آب‌پز یا تنوری                  | ۰٫۲۳                 |
| کلم قرمز، پخته به روش آب‌پز                                | ۰٫۲۳                 |
| فلفل دلمه‌ای سبز خام                                       | ۰٫۲۲                 |
| کلم بروکلی راب، پخته شده                                  | ۰٫۲۲                 |
| کلم فندقی خام                                             | ۰٫۲۲                 |
| نخود فرنگی سبز، پخته به روش آب‌پز                          | ۰٫۲۲                 |
| سیب‌زمینی قرمز، پخته به روش تنوری با پوست                  | ۰٫۲۱                 |
| سیب‌زمینی سفید، پخته به روش تنوری با پوست                  | ۰٫۲۱                 |
| کلم قرمز خام                                              | ۰٫۲۱                 |
| پیاز زرد تفت داده شده                                     | ۰٫۲۱                 |
| کلم بروکلی پخته به روش آب‌پز                               | ۰٫۲                  |
| جوانه لوبیای ناوی (سفید ریز)، پخته به روش آب‌پز            | ۰٫۲                  |
| فلفل دلمه‌ای سبز، تفت داده شده                             | ۰٫۲                  |
| اسفناج خام                                                | ۰٫۲                  |
| کلم‌برگ چینی (پاک‌چوی) خام                                  | ۰٫۱۹                 |
| لوبیا لیما، پخته به روش آب‌پز                              | ۰٫۱۹                 |
| جوانه لوبیای ناوی (سفید ریز) خام                          | ۰٫۱۹                 |
| کلم ساوی خام                                              | ۰٫۱۹                 |
| جوانه عدس، خام                                            | ۰٫۱۹                 |
| بامیه، پخته به روش آب‌پز                                   | ۰٫۱۹                 |
| شوید                                                      | ۰٫۱۹                 |
| گل کلم خام                                                | ۰٫۱۸                 |
| برگ شلغم، پخته به روش آب‌پز                                | ۰٫۱۸                 |
| خردل چینی خام                                             | ۰٫۱۸                 |
| کلم فندقی، پخته به روش آب‌پز                               | ۰٫۱۸                 |
| جوانه سویا، خام                                           | ۰٫۱۸                 |
| کلم بروکلی خام                                            | ۰٫۱۸                 |
| قارچ شیتاکه، پخته به روش سرخ شده سریع در روغن             | ۰٫۱۷                 |
| گل کلم، پخته به روش آب‌پز                                  | ۰٫۱۷                 |
| کلم بروکلی راب خام                                        | ۰٫۱۷                 |
| نخود فرنگی سبز خام                                        | ۰٫۱۷                 |
| کلم‌برگ چینی (پاک‌چوی)، پخته به روش آب‌پز                    | ۰٫۱۷                 |
| سیب‌زمینی شیرین، پخته به روش آب‌پز                          | ۰٫۱۷                 |
| کولارد خام                                                | ۰٫۱۷                 |
| جوانه عدس، پخته به روش سرخ شده سریع در روغن               | ۰٫۱۶                 |
| قارچ شیتاکه پخته شده                                      | ۰٫۱۶                 |
| نعنای دشتی                                                | ۰٫۱۶                 |
| شاهی، پخته به روش آب‌پز                                    | ۰٫۱۶                 |
| ریحان تازه                                                | ۰٫۱۶                 |
| کلم قمری، پخته به روش آب‌پز                                | ۰٫۱۵                 |
| کوماتسونا خام                                             | ۰٫۱۵                 |
| هویج، پخته به روش آب‌پز                                    | ۰٫۱۵                 |
| کلم ساوی، پخته به روش آب‌پز                                | ۰٫۱۵                 |
| کلم قمری خام                                              | ۰٫۱۵                 |
| برگ گشنیز خام                                             | ۰٫۱۵                 |
| قارچ پورتابلا خام                                         | ۰٫۱۵                 |
| لوبیا سبز خام                                             | ۰٫۱۴                 |
| ذرت شیرین زرد، پخته به روش آب‌پز                           | ۰٫۱۴                 |
| هویج خام                                                  | ۰٫۱۴                 |
| برگ چغندر (Beet greens)، پخته به روش آب‌پز                 | ۰٫۱۳                 |
| پیاز، پخته به روش آب‌پز                                    | ۰٫۱۳                 |
| نعناع فلفلی تازه                                          | ۰٫۱۳                 |
| کولارد پخته به روش آب‌پز                                   | ۰٫۱۳                 |
| کلم‌پیچ خام                                                | ۰٫۱۲                 |
| قارچ پورتابلا، پخته به روش کبابی گریل شده                 | ۰٫۱۲                 |
| کنگر فرنگی خام                                            | ۰٫۱۲                 |
| پیاز خام                                                  | ۰٫۱۲                 |
| تره‌فرنگی، پخته به روش آب‌پز                                | ۰٫۱۱                 |
| کلم‌پیچ، پخته به روش آب‌پز                                  | ۰٫۱۱                 |
| قارچ صدفی خام                                             | ۰٫۱۱                 |
| برگ چغندر خام                                             | ۰٫۱۱                 |
| برگ کاسنی (Chicory greens) خام                            | ۰٫۱۱                 |
| جوانه سویا، پخته به روش بخارپز                            | ۰٫۱۱                 |
| قارچ سفید خام                                             | ۰٫۱                  |
| شلغم زرد، پخته به روش آب‌پز                                | ۰٫۱                  |
| شلغم زرد خام                                              | ۰٫۱                  |
| کاهو برگ قرمز (red leaf) خام                              | ۰٫۱                  |
| برگ چغندر سوییسی خام                                      | ۰٫۱                  |
| خردل چینی، پخته به روش آب‌پز                               | ۰٫۱                  |
| کوماتسونا، پخته به روش آب‌پز                               | ۰٫۱                  |
| قارچ سفید، پخته به روش آب‌پز                               | ۰٫۱                  |
| ذرت شیرین زرد خام                                         | ۰٫۰۹                 |
| مارچوبه خام                                               | ۰٫۰۹                 |
| جعفری تازه                                                | ۰٫۰۹                 |
| شلغم خام                                                  | ۰٫۰۹                 |
| کاهو برگ سبز (green leaf) خام                             | ۰٫۰۹                 |
| جوانه ماش خام                                             | ۰٫۰۹                 |
| کرفس، پخته به روش آب‌پز                                    | ۰٫۰۹                 |
| بادنجان، پخته به روش آب‌پز                                 | ۰٫۰۹                 |
| گوجه‌فرنگی، پخته به روش خورشتی                             | ۰٫۰۹                 |
| برگ چغندر سوییسی، پخته به روش آب‌پز                        | ۰٫۰۹                 |
| کاهو باترهد (butterhead) خام                              | ۰٫۰۸                 |
| کدو سبز، پخته به روش آب‌پز با پوست                         | ۰٫۰۸                 |
| کنگرفرنگی، پخته به روش آب‌پز                               | ۰٫۰۸                 |
| گوجه‌فرنگی قرمز خام                                        | ۰٫۰۸                 |
| گوجه‌فرنگی قرمز پخته                                       | ۰٫۰۸                 |
| مارچوبه، پخته به روش آب‌پز                                 | ۰٫۰۸                 |
| کرفس خام                                                  | ۰٫۰۷                 |
| کاهوی رومی خام                                            | ۰٫۰۷                 |
| باقلا، پخته به روش آب‌پز                                   | ۰٫۰۷                 |
| تربچه خام                                                 | ۰٫۰۷                 |
| چغندر (Beet)، پخته به روش آب‌پز                            | ۰٫۰۷                 |
| شلغم، پخته به روش آب‌پز                                    | ۰٫۰۷                 |
| پیازچه خام                                                | ۰٫۰۶                 |
| دانه سویا سبز، پخته به روش آب‌پز                           | ۰٫۰۶                 |
| لوبیا سبز، پخته به روش آب‌پز                               | ۰٫۰۶                 |
| جوانه ماش، پخته به روش آب‌پز                               | ۰٫۰۵                 |
| ترب سفید خام                                              | ۰٫۰۵                 |
| کدو تنبل، پخته به روش آب‌پز                                | ۰٫۰۴                 |
| قارچ سفید، پخته به روش سرخ شده سریع در روغن               | ۰٫۰۴                 |
| کاهو آیس‌برگ (icebearg) خام                                | ۰٫۰۴                 |
| ترب سفید پخته به روش آب‌پز                                 | ۰٫۰۴                 |
| باقلای نارس، خام                                          | ۰٫۰۴                 |
| باقلای نارس، پخته به روش آب‌پز                             | ۰٫۰۳                 |
| جوانه یونجه، خام                                          | ۰٫۰۳                 |
| ریواس خام                                                 | ۰٫۰۲                 |

## نان
| ماده غذایی (۱۰۰ گرم)               | ویتامین ب۶ (میلی‌گرم) |
| ---------------------------------- | -------------------- |
| تورتیا گندم کامل                   | ۰٫۳۱                 |
| سبوس برنج                          | ۰٫۲۷                 |
| پیتا گندم کامل                     | ۰٫۲۷                 |
| گندم کامل کارخانه‌ای، برشته شده     | ۰٫۲۴                 |
| گندم کامل کارخانه‌ای                | ۰٫۲۲                 |
| سبوس گندم                          | ۰٫۱۸                 |
| گندم، برشته شده                    | ۰٫۱۵                 |
| پومپرنیکل                          | ۰٫۱۳                 |
| پومپرنیکل، برشته شده               | ۰٫۱۲                 |
| گندم                               | ۰٫۱۱                 |
| فرانسوی (دارای خمیرترش)            | ۰٫۱۱                 |
| فرانسوی (دارای خمیرترش)، برشته شده | ۰٫۱                  |
| بیگل تخم مرغی                      | ۰٫۰۹                 |
| چاودار                             | ۰٫۰۸                 |
| چاودار، برشته شده                  | ۰٫۰۷                 |
| سبوس جو                            | ۰٫۰۷                 |
| جو دوسر                            | ۰٫۰۷                 |
| جو دوسر، برشته شده                 | ۰٫۰۷                 |
| بیگل دارچین و کشمش                 | ۰٫۰۶                 |
| بیگل سبوس جو                       | ۰٫۰۴                 |
| سبوس جو، برشته شده                 | ۰٫۰۴                 |
| پیتا، سفید، غنی نشده               | ۰٫۰۳                 |

## ادویه
| ماده غذایی (۱۰۰ گرم) | ویتامین ب۶ (میلی‌گرم) |
| -------------------- | -------------------- |
| نعنای دشتی، خشک‌شده   | ۲٫۵۸                 |
| فلفل قرمز            | ۲٫۴۵                 |
| ترخون، خشک‌شده        | ۲٫۴۱                 |
| پاپریکا              | ۲٫۱۴                 |
| برگ‌بو، خشک‌شده        | ۱٫۷۴                 |
| رزماری، خشک‌شده       | ۱٫۷۴                 |
| شوید، خشک‌شده         | ۱٫۷۱                 |
| پودر سیر             | ۱٫۶۵                 |
| ریحان، خشک‌شده        | ۱٫۳۴                 |
| مرزنگوش، خشک‌شده      | ۱٫۱۹                 |
| زعفران               | ۱٫۰۱                 |
| جعفری، خشک‌شده        | ۰٫۹                  |
| پودر زنجبیل          | ۰٫۶۳                 |
| برگ گشنیز، خشک‌شده    | ۰٫۶۱                 |
| آویشن، خشک‌شده        | ۰٫۵۵                 |
| دانه زیره سبز        | ۰٫۴۴                 |
| پودر میخک            | ۰٫۳۹                 |
| دانه زیره سیاه       | ۰٫۳۶                 |
| فلفل سیاه            | ۰٫۲۹                 |
| هل                   | ۰٫۲۳                 |
| پودر جوز هندی        | ۰٫۱۶                 |
| پودر دارچین          | ۰٫۱۶                 |
| پودر زردچوبه         | ۰٫۱۱                 |
| پودر کاری            | ۰٫۱۱                 |
| فلفل سفید            | ۰٫۱                  |